# NGC 818
NGC 818 est une vaste galaxie spirale intermédiaire (ou barrée ?) située dans la constellation d'Andromède. NGC 818 a été découverte par l'astronome germano-britannique William Herschel en 1786.

## Caractéristiques
Sa vitesse par rapport au fond diffus cosmologique est de 4 010 ± 17 km/s, ce qui correspond à une distance de Hubble de 59,1 ± 4,2 Mpc (∼193 millions d'al).
À ce jour, 14 mesures non basées sur le décalage vers le rouge (redshift) donnent une distance de 51,700 ± 9,599 Mpc (∼169 millions d'al), ce qui est à l'intérieur des valeurs de la distance de Hubble. Notons cependant que c'est avec la valeur moyenne des mesures indépendantes, lorsqu'elles existent, que la base de données NASA/IPAC calcule le diamètre d'une galaxie et qu'en conséquence le diamètre de NGC 818 pourrait être d'environ 60,2 kpc (∼196 000 al) si on utilisait la distance de Hubble pour le calculer.
La classe de luminosité de NGC 818 est III et elle présente une large raie HI.

## Trou noir supermassif
Selon un article basé sur les mesures de luminosité de la bande K de l'infrarouge proche du bulbe de NGC 818, on obtient une valeur de 107,1 {\displaystyle M_{\odot }} (13 millions de masses solaires) pour le trou noir supermassif qui s'y trouve.

## Supernova
La supernova SN 1992az a été découverte dans NGC 818 le 27 septembre par l'astronome français Christian Pollas de l'observatoire de la Côte d'Azur. Cette supernova était de type II.